# 後勁駅
後勁駅（こうけいえき・海科大/かいかだい）は台湾高雄市楠梓区内の後勁地区にある高雄捷運紅線の駅。加昌路の上、加昌路と海専路（学専路）の交差点に位置し、駅番号はR20。計画時の駅名は和平国中駅であったが、地元民の要望により伝統的な地名より後勁駅と名付けられた。2006年8月1日には和平国中と和平国小も後勁国中と後勁国小に改名された。付近には海科大があるので副駅名になった。

## 駅特色
本駅の周辺は国民中学、国民小学や国立高雄海洋科技大学がある文教地区なので駅の設計テーマは「学院風華」とされた。
本駅の設計は「帆船」の造型で、高雄の「海港」と「工業城市」を内包している。使用材料は金属とカーテンウォールを用いている。軽量で透明な材料を用い、照明によって船体の設計が現れてくる様になっている。主に用いた色は銀灰色（シルバーグレー）と白色である。
本駅は「緑建築」を採用し、ガラスを使って上空が透ける様にして、自然通風と自然採光を大きく用い、ホーム上屋は鉄骨構造とカーテンウォールを用いて軽量に作られ、構造を単純化している。この様な設計は視覚上の透過性を持ち、室外の緑空間とあいまって見た目が開放的な公共空間を作り出している。

## 駅構造
- 3層構造の高架駅で、相対式ホーム2面2線と3箇所の出入口（と非常口）を持つ。駅の長さは153mで幅25m、高さは22.5mある。

### 駅階層
| 地上3階 | 単式ホーム、右側のドアが開く | 単式ホーム、右側のドアが開く                                                         |
| 地上3階 | 1号ホーム                    | ←■紅線 左営／高鉄・小港方面（楠梓科技園区駅）                                        |
| 地上3階 | 2号ホーム                    | ■紅線 橋頭火車站・岡山駅方面（都会公園駅）→                                          |
| 地上3階 | 単式ホーム、右側のドアが開く |                                                                                      |
| 地上2階 | コンコース階                 | コンコース、案内所、自動改札口、自動券売機、 トイレ（駅北側で改札口の外、出口2近く） |
| 地階    | 出入口                       | 出入口                                                                               |

### 駅出口
出口1、2は駅北側、出口3は駅南側にあり、出口1、2の間にバリアフリーのエレベーターがある。
- 出口1：後勁国中大門
- 出口2：海洋科大
- 出口3：後勁活動中心

## 利用状況
| 年   | 年間    | 年間    | 年間      | 年間     | 1日平均 | 1日平均 |
| 年   | 乗車    | 下車    | 乗下車計  | 出典     | 乗車    | 乗下車  |
| ---- | ------- | ------- | --------- | -------- | ------- | ------- |
| 2008 | 321,369 | 314,043 | 635,412   | [ 注 1 ] | 1,195   | 2,362   |
| 2009 | 362,757 | 354,363 | 717,120   | [ * 2 ]  | 994     | 1,965   |
| 2010 | 382,452 | 376,854 | 759,306   | [ * 3 ]  | 1,048   | 2,080   |
| 2011 | 428,544 | 421,113 | 849,657   | [ * 4 ]  | 1,174   | 2,328   |
| 2012 | 500,369 | 493,020 | 993,389   | [ * 4 ]  | 1,367   | 2,714   |
| 2013 | 530,105 | 521,478 | 1,051,583 | [ * 4 ]  | 1,452   | 2,881   |
| 2014 | 530,734 | 516,692 | 1,047,426 | [ * 4 ]  | 1,454   | 2,870   |
| 2015 | 496,139 | 483,047 | 979,186   | [ * 4 ]  | 1,359   | 2,683   |
| 2016 | 492,231 | 477,625 | 969,856   | [ * 4 ]  | 1,345   | 2,650   |
| 2017 | 516,773 | 500,053 | 1,016,826 | [ * 4 ]  | 1,416   | 2,786   |
| 2018 | 546,439 | 526,104 | 1,072,543 | [ * 4 ]  | 1,497   | 2,938   |
| 2019 | 566,363 | 541,257 | 1,107,620 | [ * 4 ]  | 1,552   | 3,035   |
| 2020 | 471,964 | 448,327 | 920,291   | [ * 4 ]  | 1,290   | 2,514   |

- 統計に関する出典

註釈
1. ↑  3月8日開業後の運営日数は296日だが、統計は有料化開始の4月7日以降269日で算出している[* 1] ）

出典
1. ↑  （繁体字中国語）高雄捷運公司 (2009年1月10日). “高雄都會區大眾捷運系統各站旅運量統計表”.   高雄市政府交通局. p. 頁10. 2019年5月5日閲覧。
2. ↑  （繁体字中国語）“高雄都會區大眾捷運系統各站旅運量統計表 中華民國98年”.   高雄市政府捷運工程局. p. 13 (2009年1月10日). 2019年10月27日閲覧。
3. ↑  （繁体字中国語）“高雄都會區大眾捷運系統各站旅運量統計表 中華民國99年”.   高雄市政府捷運工程局. p. 13. 2019年10月27日閲覧。
4. ↑  （繁体字中国語）“高雄都會區大眾捷運系統各站旅運量-年 依 年, 捷運站別 與 入出站”.   高雄市政府交通局 (2021年3月12日). 2021年3月12日閲覧。 高雄市統計資訊服務網

## 歴史
- 2008年3月9日 - 高雄捷運紅線の「橋頭～小港」間が正式に開通した[2]。

## 隣の駅
高雄捷運
■紅線
都会公園駅 - 後勁駅 - 楠梓科技園区駅